# Get off the Stage
Albums de Too $hort
Mack of the Century... Too Short's Greatest Hits
(2006) Still Blowin'
(2010)
Get off the Stage est le quatorzième album studio de Too $hort, sorti le 4 décembre 2007.
Il s'agit du dernier opus du rappeur publié chez Jive Records.
L'album s'est classé 21e au Top R&B/Hip-Hop Albums.

## Liste des titres
| No  | Titre                                                              | Durée |
| --- | ------------------------------------------------------------------ | ----- |
| 1.  | Get off the Stage                                                  | 4:16  |
| 2.  | Broke Bitch                                                        | 2:46  |
| 3.  | This My One (featuring E-40)                                       | 3:15  |
| 4.  | Shittin' on 'Em                                                    | 4:03  |
| 5.  | F.U.C.K. Y.O.U. (featuring Mistah F.A.B., Ms. Hollywood et Ginger) | 3:18  |
| 6.  | Gangstas & Strippers                                               | 3:36  |
| 7.  | Dum Ditty Dum (featuring The Pack)                                 | 2:40  |
| 8.  | Pull Them Panties Down (featuring Kool Ace)                        | 3:32  |
| 9.  | I Like It (featuring Dolla Will)                                   | 4:00  |
| 10. | It Ain't Over (featuring Tanu)                                     | 3:41  |